# Jackie Shane

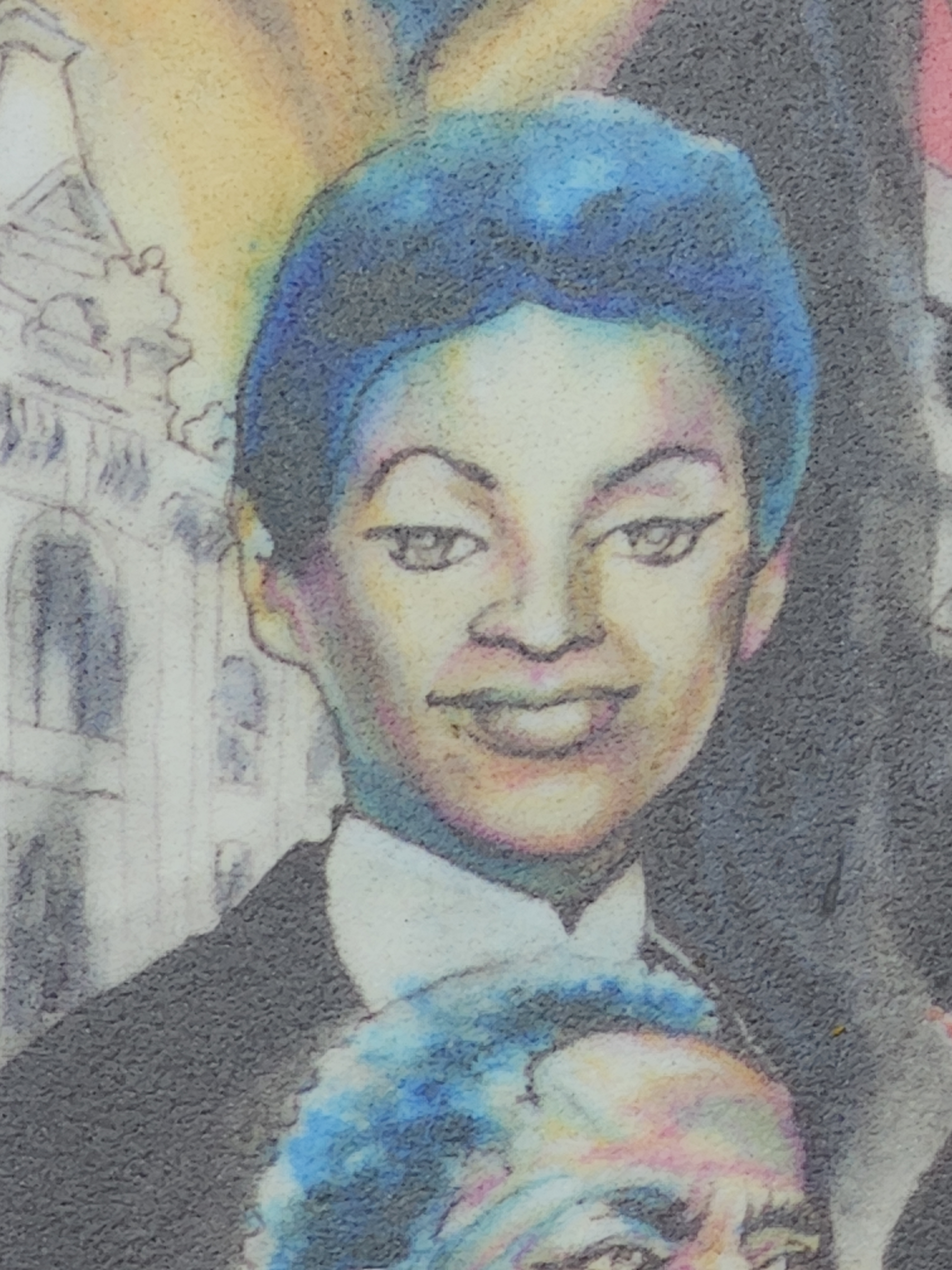
Illustration av Jackie Shane från History of Music.

Jackie Shane, född 15 maj 1940 i Nashville, död 21 februari 2019, var en amerikansk sångerska inom rythm n' blues som var framträdande på Torontos jazzscen på 60-talet. En av hennes mer kända singlar är Any other way som släpptes 1967. Hon anses också ha varit en pionjär transsexuella underhållare, en identitet som hon inte var öppen med förrän 2017. Samma nominerades hennes album Any other Way till en Grammy i kategorin bästa historiska album. Hon dog i sitt hem i Nashville 2019 78 år gammal.  